# Împărăteasa Michiko
Împărăteasa Michiko a Japoniei (皇后美智子 Kōgō Michiko; n. 20 octombrie 1934, Hongō⁠(d), Tōkyō, Japonia) este soția împăratului Akihito al Japoniei, fostul monarh al Japoniei. Este prima femeie fără rang nobiliar care a intrat în familia imperială niponă. Ca Prințesă Moștenitoare și mai târziu ca împărăteasă a devenit cea mai vizibilă soție a vreunui împărat japonez din istoria monarhiei japoneze.

## Copilărie

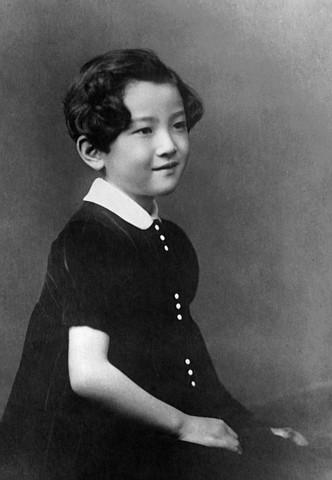
Viitoarea împărăteasă Michiko în 1940.

Împărăteasa Michiko s-a născut la Tokyo, ca fiica cea mare a lui Hidesaburo Shōda, președinte al companiei de morărit Nisshin și al soției lui, Fumiko Soejima. A urmat școala elementară Futaba din Tokyo însă a fost obligată să renunțe în clasa a IV-a din cauza bombardamentelor americane din timpoul celui de-Al Doilea Război Mondial. S-a întors la școală după terminarea războiului și a urmat școala catolică privată pentru fete Seishin din Tokyo.

## Căsătorie
Michiko a făcut cunoștință cu Akihito, pe atunci prințul moștenitor al Japoniei, pe un teren de tenis dintr-o stațiune de munte în apropiere de orașul Nagano. S-au căsătorit la 10 aprilie 1959 cu mult fast. Tinerii miri au fost plimbați prin tot orașul Tokyo într-o caleașcă de gală trasă de cai, în mijlocul a jumătate de milion de persoane.
În 2009, familia imperială niponă a sărbătorit nunta de aur. La Palatul Imperial din Tokyo au fost organizate mai multe ceremonii. În afara cuplului imperial japonez, au participat o sută de cupluri care s-au căsătorit în urmă cu 50 de ani.